# Петрівська волость Свистунова
Петрівська волость Свистунова — історична адміністративно-територіальна одиниця Олександрівського повіту Катеринославської губернії.
Станом на 1886 рік складалася з 3 поселень, 3 сільських громад. Населення — 2057 осіб (1030 чоловічої статі та 1027 — жіночої), 286 дворових господарств.
|                     | Площа, десятин | У тому числі орної, дес. |
| ------------------- | -------------- | ------------------------ |
| Сільських громад    | 726            | 380                      |
| Приватної власності | 18188          | 6975                     |
| Казенної власності  | —              | —                        |
| Іншої власності     | —              | —                        |
| Загалом             | 18914          | 7355                     |

Основні поселення волості:
- Петрівка (Свистунове) — колишнє власницьке село при річці Дніпро за 40 верст від повітового міста, 1250 осіб, 180 дворів, православна церква, лавка, 3 ярмарки на рік. За версту — залізнична станція Олександрівськ.
- Тернівка — колишнє власницьке село при річці Осокорка, 511 осіб, 88 дворів.